# Riccardo Fogli (album 2008)
Riccardo Fogli è un cofanetto di Riccardo Fogli del 2008 contenente un CD con alcuni estratti dal suo repertorio (Piccola Katy, Malinconia, Storie di tutti i giorni, Non finisce così, Quando sei sola, ecc.) e un libretto autobiografico in cui sono raccolti degli aneddoti della sua vita.

## Tracce
1. Piccola Katy – 3:42
2. Non finisce così – 3:00
3. Quando una lei va via – 2:33
4. Sulla buona strada – 2:25
5. In silenzio – 2:19
6. Storie di tutti i giorni – 3:20
7. Che ne sai – 4:21
8. Malinconia – 4:04
9. Quando sei sola – 2:09
10. In una notte così – 2:33
11. Giorni cantati – 2:50
12. Alla fine di un lavoro – 3:46